# Josep Grau-Garriga
Pour les articles homonymes, voir Grau (homonymie) et Garriga.
 (octobre 2013).
Si vous disposez d'ouvrages ou d'articles de référence ou si vous connaissez des sites web de qualité traitant du thème abordé ici, merci de compléter l'article en donnant les références utiles à sa vérifiabilité et en les liant à la section « Notes et références ».
Josep Grau-Garriga, né à Sant Cugat del Vallès, le 18 février 1929, et mort le 29 août 2011, à Angers (Maine-et-Loire), est un artiste peintre et licier espagnol.

## Biographie
Josep Grau-Garriga passe son enfance dans le milieu paysan. Adolescent, c’est la guerre civile puis le franquisme. Études de peinture et de gravure à l’Académie royale catalane des beaux-arts de Saint-Georges à Barcelone entre 1946 et 1952.
Attiré par la peinture murale, il commence des fresques à l’Ermitage de Sant Crist de Llaceres en 1953. Son style est encore un mélange d’art roman, d’influences de Rouault et des grandes fresques mexicaines de l’entre deux-guerres de Siqueiros et Rivera.
En 1955, Miquel Samaranch, directeur de la manufacture de tapisserie de Sant Cugat, engage un mouvement qui deviendra l’École catalane de tapisserie. Il fait appel au jeune Grau-Garriga pour diriger l’atelier expérimental. Il va à Paris pour rencontrer Jean Lurçat. À Paris il découvre le mouvement des peintres abstraits Fautrier, Dubuffet, Soulages, ainsi que les premières œuvres de Antonio Saura ou Antoni Tàpies. Il fait la connaissance de Denise Majorel, de la galerie La Demeure, place Saint-Sulpice à Paris, qui sera un des principaux centres de la Nouvelle tapisserie.
En revenant à Sant Cugat, il fait venir de Madrid des liciers, des peintres et des sculpteurs. Ces artistes feront des projets, Grau-Garriga et ses liciers en font des tapisseries. Il abandonne assez vite la technique traditionnelle d’Aubusson, pour travailler directement sur son métier de haute-lice sans carton. Il transforme la tapisserie avec ses disciples, en ajoutant de nouvelles matières, en inventant de nouvelles façons de les assembler. Il mélange des textures, innove avec des contrastes de couleurs, son style est né. Il sera l’un des chefs de file de cette école de tapisserie catalane.

Il dit à ce moment : 

« La tapisserie est le complément logique de l’architecture. […] Je ne me satisfais pas du seul langage des formes et des couleurs. Je désire la suggestive sensualité des reliefs tissés dans la trame irrégulière, ou au contraire exaltés par les rythmes rigoureux des fils de chaînes. »

En 1965, la seconde biennale de tapisserie de Lausanne reçoit 85 œuvres de La Nouvelle Tapisserie. Grau-Garriga avec ses amis catalans figurent en bonne place. De nouvelles formes apparaissent, la tapisserie se fait en trois dimensions, s’affranchit de son support mural, de nouvelles matières aussi, métal, plastique et autres. Il s’agit maintenant d’art textile. Ce mouvement s'essouffle vite. En 1995, la dernière biennale de Lausanne marquera la fin de ce mode d’expression.
En 1970, le futur conservateur du musée des Beaux-Arts de Houston, au Texas, vient à Barcelone, il rencontre Grau-Garriga, projette avec lui une exposition qui sera inaugurée en 1971 à Houston. Il quitte Sant Cugat et part pour les États-Unis, le Canada, l’Amérique du Sud. Il fait des conférences et des ateliers ou séminaires avec les étudiants dans plusieurs universités, France, États-Unis, Canada, Mexique, Uruguay. Ses interventions se traduisent souvent par des « installations » dans ces lieux, réalisées avec les étudiants.
Grau-Garriga veut donner une dimension politique, historique à son travail. Il intègre quelques-uns de ses vêtements dans des tapisseries comme des autoportraits, Il provoque des interventions, des manifestations, des projets d’environnement, à l’occasion d’évènements politiques (en 1968) ou historiques (en 1989). En 1987, il fait un projet d’environnement pour la commune d’Encamp en Principauté d’Andorre à l’occasion d’une exposition de ses travaux. Ses propositions consistent à occuper des espaces libres, des façades, des pignons aveugles, de traiter des sols avec des matériaux qu’il connaît, des fibres, des peintures. Les dessins sont exposés, et font la couverture d’un catalogue.
En 1989, la ville d’Angers lui demande des propositions pour célébrer le bi-centenaire de la révolution française. Toutes ses propositions sont acceptées : un environnement pour mettre en scène le rôle défensif du château d’Angers avec une exposition dans la chapelle, une création à l’abbaye du Ronceray d'Angers sur le thème de la déclaration des droits de l’homme, une exposition de peintures au Musée des Beaux-Arts, et des tapisseries et des sculptures dans le Musée de la tapisserie contemporaine. Toutes ces créations font appel à la culture angevine, issue de la révolution française et des guerres vendéennes.
Angers possède une école des Beaux-Arts avec une formation pour les arts textiles, et le musée Jean-Lurçat et de la tapisserie contemporaine. Le château d'Angers abrite la tenture de l'Apocalypse et quand Jean Lurçat l'a découverte en 1937, il a décidé de donner une réplique moderne à cette œuvre : Le Chant du monde à panneaux de 4,40 m de haut tissées entre 1957 et 1965.
Josep Grau-Garriga rencontre Anne à Angers en 1989, qui deviendra sa femme, et s’installe définitivement en Anjou, à Saint-Mathurin-sur-Loire dans une ancienne école. Il aménage un grand atelier de peinture et un autre dans une grange, pour les tapisseries. Le thème des droits de l’homme sera repris à Pérouges en 1992 autour de l’arbre de la liberté. Des encres et des aquarelles apparaissent dans son œuvre, des autoportraits. 1999 : exposition de gravures à Trélazé. En 2002, le musée Jean-Lurçat et de la tapisserie contemporaine d’Angers, et l'abbaye du Ronceray d'Angers font une exposition de ses œuvres. Le musée de Beaufort-en-Vallée lui commande une création in-situ. Une monographie de 300 pages sera publiée par les éditions du Cercle d'art.
Grau-Garriga fera, après ces expositions, une importante donation au musée Jean-Lurçat et de la tapisserie contemporaine, à Angers, où une salle entière lui sera consacrée.
2009 : Exposition « De l'ombre à la lumière, tapisseries catalanes de Picasso à Grau-Garriga » au musée Jean-Lurçat. Cette exposition rassemble plusieurs artistes catalans, et trace l’histoire de l’école de tapisserie catalane à partir de la manufacture de San Cugat. Abbaye de Saint-Florent-le-Vieil : exposition d'œuvres récentes ou inédites. Elle donne lieu à l’édition d’un catalogue.
2010 : une exposition de dessins lui est consacrée au cabinet d’arts graphiques du musée des beaux-arts d'Angers.
Josep Grau-Garriga meurt le 29 août 2011 à Angers. Il était en train de travailler au Portail de la Paix œuvre monumentale pour l'église de Saint-Mathurin-sur-Loire, son village d'adoption. Cette œuvre inachevée sera malgré tout définitivement montée au printemps 2012. Il n'aura pas vu la sortie du livre Tango, peintures du monde aux éditions Aencrages & Co (poèmes de Yves Jouan, peintures de Josep Grau-Garriga), paru en juin 2012.

## L'œuvre de Grau-Garriga

### La tapisserie
L'œuvre de Josep Grau-Garriga a marqué l'histoire de la tapisserie. Pour lui, être fidèle à Jean Lurçat, ce n'était pas le copier. Comme Lurçat, il lui fallait écrire une nouvelle page de l'histoire de l'art. C'est ce qu'il a fait en étant parmi les premiers à s'atteler directement à la matière textile et en introduisant d'autre matières (liées à d'autres catégories artistiques comme la photographie ou la peinture, à l'industrie, à la nature...) au sein même de ses tapisseries. Sur ce plan comme sur d'autres (les dimensions, le cadre...), il était un créateur en renouvellement permanent.
Une tapisserie intitulée "No tornoran" (1980) se trouve dans les collections du Département de l'Ain.

### Les environnements
Josep Grau Garriga vient terminer sa vie au bord de la Loire. Malgré tous les endroits qu’il a visités dans le monde, il n’a jamais trouvé ailleurs ce qu’il rencontre au bord de Loire. C’est comme une retraite monastique pour lui, pour se concentrer sur lui-même et être en contact permanent avec la nature. Il a tout ce qu’il lui faut pour accomplir son travail et si son travail n’est pas valable (sans quoi il se sentirait coupable). Il trouve que la lumière de cette vallée est unique ; c’est d’ailleurs la première chose qui l'a attiré ici : la lumière.

## Collection privée
La collection Grau-Garriga de Dominique Étienne, constituée du vivant de l'artiste, représente 50 ans de la vie de celui-ci. Débutant par une peinture de 1958 quand Grau-Garriga a travaillé avec Jean Lurçat à Saint-Céré dans le Lot, elle comprend 13 œuvres dont 4 majeures :
- 1 tapisserie : Mal Avarany (Mauvais Présage) de 1973
- 3 peintures : Darrera Mirada (Dernier regard) de 1992 ; Dialeg (Dialogue) de 1994 ; Gestacio (Gestation) de 2005

La collection illustre le thème du fatalisme à travers la maison sans fenêtre (les collages textiles de Grau-Garriga ne seraient que des maisons sans fenêtre). Elle fait écho à la tenture de l'Apocalypse d'Angers.

## Principales œuvres

### Tapisserie
- 1959 : Tête de Christ 93 × 100 cm
- 1964 : Passion 340 × 240 cm
- 1966 : La Terre 330 × 210 cm
- 1966 : Faucheur 121 × 111 cm
- 1967 : Évocation orientale 170 × 215 cm
- 1968 : Union dans la forme 150 × 245 cm
- 1969 : Œcuménisme 350 × 400 cm
- 1970 : Lit d'enfants 250 × 200 cm
- 1972 : Porte Cathare 250 × 140 cm
- 1973 : Mauvais Présage 118 × 194 cm
- 1973 : Soir d'avril[6] 255 × 325 cm
- 1973 : Front d'Aragon[7] 240 × 300 cm
- 1973 : Du pays 300 × 700 cm
- 1973 : Aux quatre vents 300 × 150 × 125 cm
- 1973 : Manifestacio 162 × 127 cm
- 1974 : Printemps 120 × 85 cm
- 1977 : Brume d'automne 185 × 265 cm
- 1980-1981 : Sisal, rouge et noir 550 × 1 300 cm
- 1984 : La Crosta 220 × 210 cm
- 1985 : Llum de Maig 370 × 300 cm
- 1986 : Hores de llum i de foscor 320 × 700 cm
- 1989 : Sentiers de l'Eldorado 240 × 290 cm
- 1990 : Trois dans la lumière 325 × 220 cm
- 1997 : Verds d'Africa 300 × 320 cm
- 2001 : Com Flors 163 × 125 cm
- 2001 : Amb fruit o sense 240 × 450 cm
- 2001 : Al pare 450 × 200 cm

### Tapisserie-sculpture
- 1972 : Hommage à George Orwell[8] 260 × 200 × 80 cm
- 1972 : Martyr 250 × 180 cm
- 1972 : Trophée 1789 250 × 120 × 20 cm
- 1972 : Naissance d'un Roi[9] 250 × 120 × 140 cm
- 1975 : Expansion 350 × 320 × 150 cm
- 1977 : De la Grèce antique 100 × 44 cm
- 1973 : Tronc de Guernica 235 × 100 × 90 cm
- 1997 : Home 380 × 120 × 80 cm
- 1998 : Dona 380 × 120 × 80 cm

### Environnements
- 1973 : Monument à l'Espoir (présenté à l'abbaye de Sant Cugat Del Vallès) 550 × 230 × 450 cm
- 1973 : Marge en haut (galerie René-Métras, Barcelone)
- 1972-1976 : Retable de Pendus (abbaye de Montmajour, monastère de Sant Cugat) 1 200 × 600 × 250 cm
- 1979 : Monument aux faucheurs (place de Sant Jaume, Barcelone) 1 350 × 900 × 600 cm
- 1982 : Cité de Carcassonne
- 1984 : Le Castillet, Perpignan
- 1984 : Gijon (province d'Oviedo)
- 1984 : Grenade
- 1985 : Cathédrale de Sant Nicolas, Alicante
- 1987 : Cathédrale de Manresa, Barcelone
- 1989 : Château d'Angers

### Peinture

#### Œuvres «classiques»
- 1944 : Pla del Vinyet (huile sur toile) 33 × 46 cm
- 1944 : Muntanya de Sant Pere (huile sur toile) 59 × 72 cm
- 1944 : Color carbassa (huile sur toile) 61 × 50 cm
- 1945 : Paysage (huile sur bois) 28 × 37 cm
- 1945 : Forêt du Vallès (huile sur bois) 33 × 45,5 cm
- 1946 : La Place (huile sur bois) 36 × 27 cm
- 1948 : Mediterrani (peinture à la colle sur toile) 81 × 100 cm
- 1948 : Bodego (huile sur toile) 38 × 46 cm
- 1948 : El Claustre de Sant Cugat 75 × 105 cm
- 1949 : Autoretrat (huile sur toile) 34 × 29 cm
- 1958 : Les Tours St Laurent (colle et pigments sur papier) 25,5 × 36,5 cm

#### En techniques mixtes
- 1968 : Fin 74 × 93 cm
- 1969 : Lents automnes 81 × 100 cm
- 1971 : Comme des ombres 130 × 162 cm
- 1975-1976 : Nées des cendres 162 × 130 cm
- 1976 : Inquisiteur 100 × 81 cm
- 1976 : Utopie 97 × 146 cm
- 1980 : Rêve de Vie et de Mort d'Emiliano Zapata 154 × 204 cm
- 1980 : Acrate 165 × 155 cm
- 1980 : À un peintre baroque 162 × 130 cm
- 1985 : Infanta 195 × 97 cm
- 1986 : La Por 162 × 245 cm
- 1988 : Esther Mirant 130 × 195 cm
- 1990 : Retable des peintres inconnus 195 × 400 cm
- 1991 : Etude de Christ 130 × 195 cm
- 1992 : Darrera Mirada[10] 97 × 195 cm
- 1994 : Dialeg[11] 114 × 162 cm
- 1994 : Jordi 205 × 230 cm
- 1998 : Prière 189 × 195 cm
- 2000 : Arrels 162 × 130 cm
- 2001 : Sense resposta 195 × 260 cm
- 2002 : Scène de Vie et de Mort[12] 204 × 310 cm
- 2005 : Gestacio 195 × 133 cm
- 2005 : Una nit a ciutat 133 × 203 cm
- 2006 : Miratge 200 × 200 cm
- 2006 : Retorn 150 × 150 cm
- 2008 : Crépuscule
- Une œuvre sur la Loire
- Un Saint Georges terrassant le Dragon

### Autres réalisations
Livre peinture - poésie
. 2012 : "Tango, peintures du monde", poèmes de Yves Jouan, peintures de Josep Grau-Garriga, édition Aencrages & Co. 

#### Peintures murales
- 1949 : Al Camp 240 × 350 cm
- 1953-1956 : fresques de l'ermitage du Christ de Llaceres, Sant Cugat del Vallès (province de Barcelone)
- 1958-1962 : fresques du sanctuaire de Paretdelgada, La Selva Del Camp (province de Tarragone)
- 1964 : fresques église de Santa Maria del Mar, Salou
- 2012 : fresque église de Saint-Mathurin-sur-Loire

#### Vitraux
- 1971 : Grille-collage réalisée au moyen d'outils agricoles, Ermitage dels Sants Metges, Sarral (province de Tarragone)
- 2010 : Chapelle du Rosseau, Trélazé (Maine-et-Loire)
- 2012 : inauguration vitrail Porte de la paix, église de Saint Mathurin sur Loire.

## Musées
Grau-Garriga est présent dans plusieurs musées du monde parmi lesquels :
- Musée des Beaux-Arts de Houston
- Metropolitan Museum of Art de New York (1 tapisserie[13])
- Musée d'art contemporain de Séville
- Musée d'art moderne de la ville de Paris (tapisserie)
- "No tornoran" dans les collections de la direction des Patrimoines et des Musées du Département de l'Ain
- Musée Tamayo au Mexique
- Collection direction des Patrimoines et des Musées du Département de l'Ain
- Musées d'Angers (des tapisseries et une peinture)
- Musées de Marseille et d'Arles (musée Réattu)
- Musée Goya de Castres
- Musée des beaux-arts de la ville de Saint-Lô
- Fonds régional d’art contemporain de Lorraine (1 peinture[14])
- FRAC d'Île-de-France (1 tapisserie)
- MACBA (musée d'art contemporain) de Barcelone (1 tapisserie et une installation textile Dialogue de lumière[15])
- Musée du château de Montbéliard (L'Art décapitat, technique mixte sur toile)

## Expositions

### Expositions individuelles
- 1964. Sala Gaspar. Barcelone
- 1967. Sala d'Exposicions Direcció Gral. de Belles Arts. Madrid
- 1968. Sala F. Domingo. Sao Paulo (Brasil)
- 1968. Galeria La Demeure. Paris
- 1970. The Córdoba Museum. Lincoln. Massachusetts. (EUA)
- 1970. Musée des Beaux-Arts de Houston. Houston. (EUA)
- 1971/75. The Birmingham Museum of Fine Arts. Birmingham. (EUA)
- 1971/73/74/83. Arras Gallery. Nova York (EUA)
- 1972. Sala del Consell de les Valls. Andorre la Vielle (Principauté d'Andorre)
- 1972. Galeria Antoñana. Caracas (Venezuela)
- 1973. Galeria René Metrás. Barcelone
- 1973. Museu Tèxtil. Terrassa
- 1974. Los Ángeles Country Museum. Los Ángeles. (EUA)
- 1981. Palau de la UNESCO. París
- 1982/85. Claustres del Reial Monestir. Sant Cugat del Vallès
- 1982. Cité de Carcassonne. Carcassonne (France)
- 1985. Musée du château de Montbéliard
- 1987. Museu Rufino Tamayo. Mèxic D.F
- 1988. Palau Robert. Barcelona
- 1989. Musée Jean Lurçat et de la tapisserie contemporaine. Angers (France)
- 1990. Museu d'Història. Sabadell
- 1990/96/99. Canals, Galeria d'Art. Sant Cugat
- 1992. Centre Cultural Can Mulà. Mollet del Vallès
- 1992. Galeria Punto. València
- 1992. Centre Cultural Francesc d'Abidja. Abidja (Costa d'Ivori)
- 1993. Temple Roma. Vic
- 1999. Galeria Benassar. Madrid
- 1999. Galeria Blanquerna. Madrid
- 1999. Galerie Xavier Delannoy, La Garde-Freinet- France
- 2002. Abbaye du Ronceray et Musée Jean Lurçat d'Angers - France
- 2009. Abbaye de Saint-Florent-le-Vieil[16]
- 2010. Musée des beaux-arts d'Angers, cabinet d'arts graphiques
- 2015. Galeria Michel Soskine Inc. Madrid. " Grau Garriga, Formas Tejidas, Fiber sculpture of the 70's-90's
- 2018  Michel Soskine Inc. Madrid : " Josep Grau Garriga"

### Expositions de groupe
- 1989. Pintura Catalana Contemporània, exposition itinerante, Uruguay et Brésil
- 1989. Institut français de Barcelone
- 1990. VIIIe Salon d'Art contemporain, Bourg-en-Bresse (France)
- 1990. Halle au Bleau, Saint-Malo (France)
- 1991. Commune di Vizenza, Vizenza
- 1997. Espace Pignon, Lille (France)
- 1998. Espace Mantero, Como (Italie)
- 1999. Festival Estival, Trélazé
- 1982/2000. Biennal Mostra d'Art Contemporani Català, Canals, Galeria d'Art. Sant Cugat. Itinerant.
- 2011. Musée Jean-Lurçat et de la tapisserie contemporaine, Angers, De l'ombre à la lumière, tapisseries catalanes de Pïcasso à Grau-Garriga
- 2013. Abbaye de Saint-Florent-le-Vieil, Sortir du cadre
- 2013. Musée d'art moderne de la ville de Paris, Décorum tapis et tapisseries d'artistes
- Octobre 2017. Galerie Duchoze, Rouen, Roger-Edgar Gillet, Josep Grau-Garriga, Abraham Hadad, Ben-Ami Koller, Bengt Lindström, Roberto Matta, Ernest Pignon-Ernest, Jean Rustin, Christian Sauvé, Tony Soulié…[17]
- 2018. Tissage/Tressage... quand la sculpture défile, Fondation Villa Datris